# Pseudoscopelus cephalus
Pseudoscopelus cephalus és una espècie de peix de la família dels quiasmodòntids i de l'ordre dels perciformes.

## Descripció
Fa 8,9 cm de llargària màxima.

## Hàbitat i distribució geogràfica
És un peix marí i batipelàgic (entre 450 i 930 m de fondària), el qual viu al Pacífic occidental central: és un endemisme de les illes Filipines.

## Observacions
És inofensiu per als humans i el seu índex de vulnerabilitat és baix (16 de 100).